# L'Enfant et les sortilèges
L'Enfant et les Sortilèges (Het kind en de betoveringen) is een lyrische fantasie in één akte, gecomponeerd door Maurice Ravel tussen 1919 en 1925. Het componeren gebeurde in nauwe samenwerking met Colette die het script van deze fantasie schreef. Boven het script schreef Colette: Divertissement pour ma fille.
L'Enfant et les Sortilèges - een compositie van Ravel, waarin allerlei muziekstijlen aanwezig zijn - wordt soms alleen voor orkest uitgevoerd, aangezien de vertaling van de vrij gecompliceerde Franse tekst naar andere talen moeilijk is. Zo'n vertaling doet ook dikwijls de oorspronkelijke bedoeling van de schrijfster geweld aan.

## Samenvatting
In een oud huis in het boerenland van Normandië, zit halverwege de middag, een ondeugend jongetje knorrig voor zijn schoolopgaven. De moeder komt binnen en ziet de luiheid van haar zoontje, en er volgt straf. De gestrafte zoekt een uitweg voor zijn woede: hij gooit met een theekopje, hij plaagt het eekhoorntje in zijn kooi, en trekt de kat aan zijn staart. Hij pookt de kachel wild op, keert de waterketel om, verscheurt zijn leerboek, trekt zijn tekenpapier kapot, vernielt de oude klok en doet nog een reeks nare dingen.
«Ik ben vrij, vrij, stout en vrij!...» Uitgeput laat hij zich uiteindelijk in een oude fauteuil vallen, maar dan schrikt hij terug, want dan begint de betovering.
Stuk voor stuk komen nu voorwerpen en dieren tot leven en gaan spreken, en bedreigen het ineengedoken en verstijfde jongetje. Eerst in de kamer en dan in de tuin, uiten de schepsels een voor een hun grieven en hun wil tot wraak. Als het jongetje vertwijfeld om zijn moeder roept, willen alle schepsels zich op hem storten om hem te straffen. Net voordat dit gebeurt, raakt in het tumult een eekhoorntje gewond. Grote consternatie! Maar het jongetje ontfermt zich over het eekhoorntje, verbindt zijn pootje en verzorgt hem liefdevol. De dieren en de dingen zien nu, dat het kind geleerd heeft van zijn ervaringen. Ze schenken hem vergiffenis en geven hem terug aan zijn moeder, die hem troostend in haar armen sluit.
De betovering is verbroken en de voorwerpen en de dieren nemen weer hun oude positie in.

## Muziek
L'Enfant et les Sortilèges is een opeenvolging van onafhankelijke tableaus in een veelheid van diverse muzikale stijlen, variërend van jazz tot foxtrot, af en toe een ragtime of een polka, een miauwduet, een wals en tot slot gewijde koraalmuziek. Ravel trekt hier letterlijk alle registers open. Hij gebruikt voor dit doel ook ongebruikelijke 'muziekinstrumenten' als: kaasschaaf, ratel, zweep, crotales, woodblock, héliophone - meestal windmachine genoemd - en lotusfluit.

## Personages
- L'Enfant (Het jongetje, mezzo-sopraan)
- Maman (De moeder, alt)
- Le Fauteuil (De fauteuil, bas)
- La Bergère (De herderin, soprano)
- L'Horloge Comtoise (De oude klok, bariton)
- La Théière (De theepot, tenor)
- La Tasse chinoise (Het Chinese theekopje, alt)
- Le Feu (Het vuur, sopraan)
- Un Pâtre (Een herder, sopraan)
- Une Pastourelle (Een herderinnetje, sopraan)
- Pâtres et Pastourelles (Herders en herderinnen, koor)
- La Princesse (De prinses, sopraan)
- Le Petit Vieillard (De kleine grijsaard, tenor)
- Les Chiffres (De cijfers, kinderkoor)
- Le Chat (De kater, bariton)
- La Chatte (De poes, mezzo-sopraan)
- Un Arbre (Een boom, bas)
- Les Arbres (De bomen, koor)
- La Libellule (De libel, alt)
- Le Rossignol (De nachtegaal, sopraan)
- La Chauve-souris (De vleermuis, sopraan)
- L'Écureuil (De eekhoorn, mezzo-sopraan)
- La Rainette (De boomkikvors, tenor)
- Les Bêtes (De dieren, koor)

## Tableaus (samenvatting)
- Introduction
- "Votre serviteur humble, Bergère"
- "How's your mug?"
- "Oui, c'est elle, ta Princesse enchantée"
- Deux robinets coulent dans un réservoir!
- "Ah! Quelle joie de te retrouver, Jardin!"
- "Ah! C'est l'enfant au couteau!"